# 許特維倫

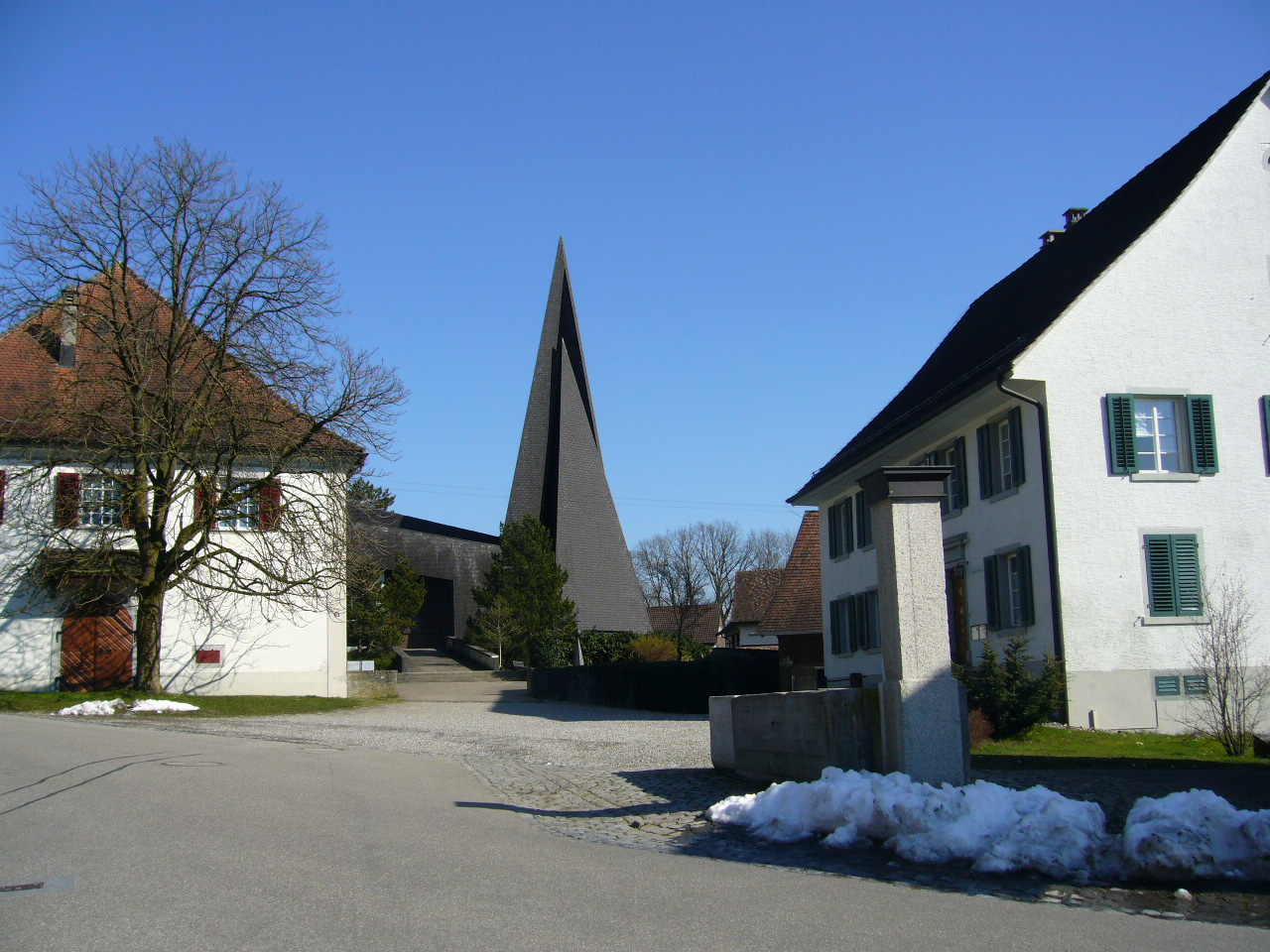

許特維倫是瑞士的城鎮，位於該國東北部，由圖爾高州負責管轄，面積17.66平方公里，海拔高度455米，2012年人口1,561，五成半人口信奉基督教，人口密度每平方公里88人。